# Joel Murray

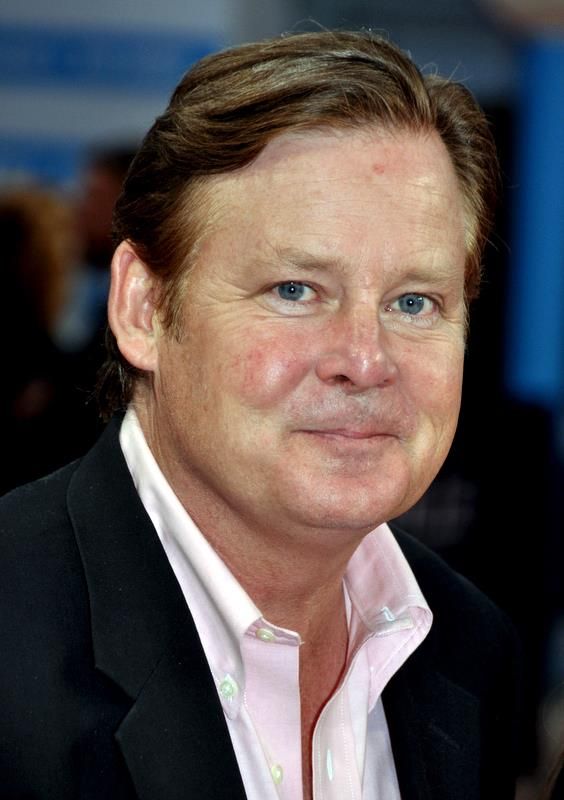
Joel Murray beim Festival des amerikanischen Films in Deauville (2012)

Joel Murray (* 17. April 1963 in Wilmette, Illinois) ist ein US-amerikanischer Schauspieler und Regisseur.

## Leben

### Schauspielkarriere
Seine erste größere Rolle bekam er in der Sitcom Grand, wo er an der Seite von Bonnie Hunt und Sara Rue Norris Weldon verkörperte. In Deutschland sah man ihn erstmals in der erfolgreichen Sitcom Dharma und Greg, wo er den Anwaltskollegen und besten Freund von Greg Montgomery Pete Cavanaugh spielte. Nach dem Ende von Dharma und Greg folgten Auftritte in verschiedenen Serien und eine wiederkehrende Rolle als Danny „Fitz“ Fitzsimmons in der Sitcom Still Standing. Von 2007 bis 2012 spielte er in 13 Folgen die Rolle des Frederick C. Rumsen in der mehrfach preisgekrönten Serie Mad Men.
2011 war er erstmals im Kino in einer Hauptrolle zu sehen: neben Tara Lynne Barr in Bobcat Goldthwaits Comedy-Thriller God Bless America. Darin spielt er den gutmütigen Frank, der nach Scheidung, Jobverlust und Diagnose einer tödlichen Erkrankung einen blutigen Rachefeldzug gegen Reality- und Castingshows sowie das rechte Amerika startet.

### Familie
Joel ist seit 1989 mit Eliza Coyle (sie spielte bei Dharma und Greg Gregs Ex-Verlobte Barbara) verheiratet. Sie haben gemeinsam vier Kinder (Hank, Gus, Louie und Annie).
Er betreibt zusammen mit seinen Brüdern ein Restaurant namens Caddyshack.
Joel Murray ist der Bruder von Bill Murray, John Murray und Brian Doyle-Murray, die ebenfalls Schauspieler sind (er hat fünf weitere Geschwister, darunter eine Schwester namens Nancy). Er ist der Schwager von Christina Stauffer. Murray wuchs mit seinen Geschwistern in einer irisch-katholischen Familie auf.

## Filmografie (Auswahl)
- 1986: Ein ganz verrückter Sommer (One Crazy Summer)
- 1988: Die Geister, die ich rief … (Scrooged)
- 1989: Elvis Stories
- 1990: Men Will Be Boys
- 1990: Grand (Fernsehserie, 26 Episoden)
- 1992: Blossom (Fernsehserie, Episode 2x21)
- 1992–1995: Love & War (Fernsehserie, 67 Episoden)
- 1996: Das Girl aus der Steinzeit (Encino Woman)
- 1996: Cable Guy – Die Nervensäge (The Cable Guy)
- 1997: Die Nanny (The Nanny, Fernsehserie, Episode 4x14)
- 1997–2002: Dharma & Greg (Fernsehserie, 119 Episoden)
- 2001: The Drew Carey Show (Fernsehserie, Episode 7x11)
- 2002: The Sweet Spot
- 2003: Malcolm mittendrin (Malcolm in the Middle, Fernsehserie, Episode 4x14)
- 2003–2006: Still Standing (Fernsehserie, 24 Episoden)
- 2006: Hatchet
- 2007: American Body Shop (Fernsehserie, Episode 1x09)
- 2007–2008, 2010–2012: Mad Men (Fernsehserie, 13 Episoden)
- 2007, 2009, 2011–2013: Two and a Half Men (Fernsehserie, 5 Episoden)
- 2008: The Tiffany Problem
- 2008: Criminal Minds (Fernsehserie, Episode 4x03)
- 2008: Cold Case – Kein Opfer ist je vergessen (Cold Case, Fernsehserie, Episode 6x07)
- 2011: The Artist
- 2011: Criminal Minds: Team Red (Criminal Minds: Suspect Behavior, Fernsehserie, Episode 1x09)
- 2011: Shameless (Fernsehserie, 9 Episoden)
- 2011: God Bless America
- 2012: Lady Vegas (Lay the Favorite)
- 2012: CSI: Miami (Fernsehserie, Episode 10x15)
- 2012: Desperate Housewives (Fernsehserie, Episode 8x19)
- 2012: It’s Always Sunny in Philadelphia (Fernsehserie, Episode 8x07)
- 2013: Die Monster Uni (Monsters University, Stimme)
- 2015: Lamb
- 2017: Zu guter Letzt  (The Last Word)
- 2017: American Gods (Fernsehserie, Episode 1x01)
- 2017: The Big Bang Theory (Fernsehserie, Episode 10x20)
- 2019: Lodge 49 (Fernsehserie, 1 Episode)
- 2020: AJ and the Queen (Fernsehserie, 1 Episode)
- 2020: Die Conners (The Conners, Fernsehserie, 1 Episode)

## Als Regisseur
- 2005–2006: Still Standing (3 Episoden)
- 2002: Dharma & Greg (2 Episoden)
- 2002: The Sweet Spot (Anzahl unbekannt)